# Elizabeth Williams (educadora)
Elizabeth Williams CBE (29 de janeiro de 1895 - 29 de março de 1986) foi uma matemática e educadora britânica.

## Vida
Williams nasceu em 29 de janeiro de 1895 em Pimlico, Londres. Ela estudou em Chelsea e Forest Gate durante sua infância e com 16 anos começou a frequentar o Bedford College, Universidade de Londres, para obter um diploma universitário. Em Bedford, um de seus mentores foi Alfred North Whitehead. Ela se tornou professora de escola primária, mas teve que parar de ensinar quando se casou em 1922 Por causa dessa situação, ela fundou sua própria escola no norte de Londres com o marido e, então, em 1930 (com a ajuda de Percy Nunn, que havia sido um ex-tutor), ela assumiu um cargo de educadora no King's College de Londres.
Ela se tornou Comandante da Ordem do Império Britânico em 1958 e presidente da Associação Matemática de 1965–1966.